# Temporada 1992 del Campeonato del Mundo de Motociclismo
La temporada de 1992 fue la 44.º edición del Campeonato Mundial de Motociclismo.

## Desarrollo y resultados
Esta temporada tuvo algunos cambios en el reglamento que durarían sólo ese año. La temporada se acortó en 13 fechas, Estados Unidos, Checoslovaquia, Yugoslavia y Austria perdieron sus carreras y se añadió el Gran Premio de Sudáfrica. Nuevamente se disputó el Gran Premio de Europa.
La temporada comenzó el 27 de marzo en el Circuito de Suzuka, Japón y culminó el 6 de septiembre en Kyalami, circuito ubicado en Gauteng, Sudáfrica.
La principal categoría (500cc) fue ganada por el estadounidense Wayne Rainey (Yamaha), seguido del australiano Mick Doohan (Honda) y el estadounidense John Kocinski (Yamaha). Álex Crivillé conseguiría la primera victoria de un piloto español en la categoría reina en el Gran Premio de los Países Bajos.
Las categorías de 250cc y 125cc fueron ganadas por Luca Cadalora y Alessandro Gramigni, respectivamente.

## Calendario
| N.º | Gran Premio                     | Circuito                  | Ganador 125 cm³     | Ganador 250 cm³     | Ganador 500 cm³ |
| --- | ------------------------------- | ------------------------- | ------------------- | ------------------- | --------------- |
| 1   | Gran Premio de Japón            | Suzuka 29 de Marzo        | Ralf Waldmann       | Luca Cadalora       | Michael Doohan  |
| 2   | Gran Premio de Australia        | Eastern Creek 12 de Abril | Ralf Waldmann       | Luca Cadalora       | Michael Doohan  |
| 3   | Gran Premio de Malasia          | Shah Alam 19 de Abril     | Alessandro Gramigni | Luca Cadalora       | Michael Doohan  |
| 4   | Gran Premio de España           | Jerez 10 de mayo          | Ralf Waldmann       | Loris Reggiani      | Michael Doohan  |
| 5   | Gran Premio de Italia           | Mugello 24 de mayo        | Ezio Gianola        | Luca Cadalora       | Kevin Schwantz  |
| 6   | Gran Premio de Europa           | Cataluña 31 de mayo       | Ezio Gianola        | Luca Cadalora       | Wayne Rainey    |
| 7   | Gran Premio de Alemania         | Hockenheim 14 de junio    | Bruno Casanova      | Pierfrancesco Chili | Michael Doohan  |
| 8   | Gran Premio de los Países Bajos | Assen 27 de junio         | Ezio Gianola        | Pierfrancesco Chili | Álex Crivillé   |
| 9   | Gran Premio de Hungría          | Hungaroring 12 de julio   | Alessandro Gramigni | Luca Cadalora       | Eddie Lawson    |
| 10  | Gran Premio de Francia          | Magny-Cours 19 de julio   | Ezio Gianola        | Loris Reggiani      | Wayne Rainey    |
| 11  | Gran Premio de Gran Bretaña     | Donington 2 de agosto     | Fausto Gresini      | Pierfrancesco Chili | Wayne Gardner   |
| 12  | Gran Premio de Brasil           | Interlagos 23 de agosto   | Dirk Raudies        | Luca Cadalora       | Wayne Rainey    |
| 13  | Gran Premio de Sudáfrica        | Kyalami 6 de septiembre   | Jorge Martínez      | Max Biaggi          | John Kocinski   |

## Resultados

### Sistema de puntuación
Sistema de puntuación en 1992:
| Posición | 1.º | 2.º | 3.º | 4.º | 5.º | 6.º | 7.º | 8.º | 9.º | 10.º |
| Puntos   | 20  | 15  | 12  | 10  | 8   | 6   | 4   | 3   | 2   | 1    |

### Clasificación 500cc[7]
| Pos. | Piloto               | Moto     | JPN | AUS | MAL | ESP | ITA | EUR | GER | NED | HUN | FRA | GBR | BRA | RSA | Pts. |
| ---- | -------------------- | -------- | --- | --- | --- | --- | --- | --- | --- | --- | --- | --- | --- | --- | --- | ---- |
| 1    | Wayne Rainey         | Yamaha   | Ret | 2   | 2   | 2   | Ret | 1   | Ret |     | 5   | 1   | 2   | 1   | 3   | 140  |
| 2    | Mick Doohan          | Honda    | 1   | 1   | 1   | 1   | 2   | 2   | 1   |     |     |     |     | 12  | 6   | 136  |
| 3    | John Kocinski        | Yamaha   | Ret | DNQ |     | 5   | 3   | 5   | 5   | 2   | 7   | 3   | Ret | 2   | 1   | 102  |
| 4    | Kevin Schwantz       | Suzuki   | 3   | 4   |     | 4   | 1   | 4   | 2   | Ret | 4   | Ret | Ret | 7   | 5   | 99   |
| 5    | Doug Chandler        | Suzuki   | 2   | 5   | 5   | 10  | 4   | 3   | 8   | Ret | 2   | Ret | Ret | 3   | 4   | 94   |
| 6    | Wayne Gardner        | Honda    | Ret |     |     |     | DNQ |     | 3   |     | 6   | 2   | 1   | 4   | 2   | 78   |
| 7    | Juan Garriga         | Yamaha   | 12  | 9   | 4   | 7   | 6   | 10  | 9   | 4   | 8   | 4   | 3   | Ret | 10  | 61   |
| 8    | Àlex Crivillé        | Honda    | Ret | 7   | 3   | Ret | 8   | Ret | 4   | 1   | DNS | Ret | Ret | 6   | 7   | 59   |
| 9    | Eddie Lawson         | Cagiva   | 14  | 6   | Ret | 11  | 11  | 6   | 6   | Ret | 1   | 5   | 4   | 11  | Ret | 56   |
| 10   | Randy Mamola         | Yamaha   | 5   | 8   | 7   | 8   | 10  | 9   | DNQ | 5   | 3   | 8   | Ret | 10  | Ret | 45   |
| 11   | Niall Mackenzie      | Yamaha   | 7   | Ret | Ret | 3   | 9   | 7   | Ret | 7   | 14  | 6   | Ret | 9   | 8   | 37   |
| 12   | Miguel Duhamel       | Yamaha   | Ret | 10  | Ret | 9   | 7   | 8   | 11  | 6   | 11  | 7   | 7   | 5   | 9   | 34   |
| 13   | Alex Barros          | Cagiva   | 11  | 12  | Ret | 12  | 5   | 11  | 7   | 3   | 9   |     |     | 8   | Ret | 29   |
| 14   | Daryl Beattie        | Honda    | DNS | 3   | 6   |     |     |     |     |     |     |     |     |     |     | 18   |
| 15   | Peter Goddard        | Yamaha   | Ret | 11  | 8   | 6   |     | 12  | 10  |     |     |     | 5   | Ret | Ret | 18   |
| 16   | Shinichi Ito         | Honda    | 4   |     |     |     |     |     |     |     |     |     |     |     |     | 10   |
| 17   | Keiji Ohishi         | Suzuki   | 6   |     |     |     |     |     |     |     |     |     |     |     |     | 6    |
| 18   | Terry Rymer          | Yamaha   |     |     |     |     |     |     |     |     |     |     | 6   |     |     | 6    |
| 19   | Corrado Catalano     | Yamaha   | 16  | 14  | 9   | 20  | 12  | Ret | Ret | 8   | Ret | Ret | Ret | Ret | 12  | 5    |
| 20   | Eddie Laycock        | Yamaha   | Ret | Ret | 10  | Ret | 14  | 19  | 15  | 9   | 10  | Ret | Ret | 20  | 18  | 4    |
| 21   | Toshihiko Honka      | Yamaha   | 8   |     |     |     |     |     |     |     |     |     |     |     |     | 3    |
| 22   | Michael Rudroff      | Yamaha   | 15  | 18  | 14  | 16  | 16  | 18  | 14  | 11  | 16  | 14  | 8   | 15  | 19  | 3    |
| 23   | Jamie Whitham        | Yamaha   |     |     |     |     |     |     |     |     |     | 9   | Ret |     |     | 2    |
| 24   | Dominique Sarron     | Yamaha   |     | 15  |     | 15  | 17  | 17  | 13  | DNS | 15  | DNS | 9   | 13  | 17  | 2    |
| 25   | Norihiko Fujiwara    | Yamaha   | 9   |     |     |     |     |     |     |     |     |     |     |     |     | 2    |
| 26   | Toshiyuki Arakaki    | Yamaha   |     | 16  | 13  | 18  | 15  | 14  | Ret | 13  | Ret | 10  | 10  | 14  | 11  | 2    |
| 27   | Kevin Mitchell       | Yamaha   |     | 20  | 11  | 14  | Ret | 16  | 16  | 10  | Ret | Ret | Ret | 16  | Ret | 1    |
| 28   | Satoshi Tsujimoto    | Honda    | 10  |     |     |     |     |     |     |     |     |     |     |     |     | 1    |
|      | Serge David          | Yamaha   |     | 19  | 15  | 21  | Ret | 20  | Ret | 16  | 20  | 12  | 11  | 18  | 20  | 0    |
|      | Andrew Stroud        | Yamaha   |     |     |     |     |     |     |     |     | 12  | 11  |     |     |     | 0    |
|      | Cees Doorakkers      | Yamaha   |     | 17  | 12  | 17  | 19  | Ret | 19  | 12  | 17  | 13  | 15  | 22  | Ret | 0    |
|      | Juan Lopez Mella     | Yamaha   |     |     |     | 19  | 18  | 15  | 12  |     |     |     |     |     | 13  | 0    |
|      | Bruno Bonhuil        | Yamaha   |     |     |     |     |     |     |     |     |     |     | 12  |     |     | 0    |
|      | Thierry Crine        | Yamaha   |     | 13  | Ret | 13  | 13  | 13  | Ret | 15  | 13  |     |     |     |     | 0    |
|      | Nicholas Schmassmann | Yamaha   |     | 22  | 16  | 22  | 21  | 21  | 18  | 17  | Ret | 15  | 13  | 19  | 21  | 0    |
|      | Keiichiro Iwahashi   | Honda    | 13  |     |     |     |     |     |     |     |     |     |     |     |     | 0    |
|      | Peter Graves         | Yamaha   |     | Ret | Ret | Ret | 22  |     | 21  | 19  | 18  | 16  | 14  | 23  | 22  | 0    |
|      | Simon Buckmaster     | Yamaha   |     | 21  | Ret | Ret | 20  | Ret | 17  | 14  |     |     |     | Ret | Ret | 0    |
|      | Russel Wood          | Yamaha   |     |     |     |     |     |     |     |     |     |     |     |     | 14  | 0    |
|      | Mike Wilson          | Yamaha   |     |     |     |     |     |     |     |     |     |     |     |     | 15  | 0    |
|      | Marco Papa           | Librenti |     | Ret | Ret | 24  | Ret | 22  | Ret | 18  |     | 18  | 16  | 17  | 16  | 0    |
|      | Josef Doppler        | Yamaha   |     | Ret | Ret | 23  | Ret | 24  | 20  | 21  | 21  | 17  | Ret | Ret | 24  | 0    |
|      | Andreas Leuthe       | VRP      |     |     |     | Ret |     |     |     | Ret | 19  |     | Ret | 21  | 23  | 0    |
|      | Lucio Pedercini      | Paton    |     | Ret |     | Ret | Ret | 23  | 22  | 20  | Ret |     | Ret | Ret |     | 0    |
|      | Claude Arciero       | Yamaha   |     |     |     | Ret |     | Ret | Ret | Ret | Ret | Ret |     |     |     | 0    |
|      | Carl Fogarty         | Yamaha   |     |     |     |     |     |     |     |     |     |     | Ret |     |     | 0    |
| Pos. | Piloto               | Moto     | JPN | AUS | MAL | ESP | ITA | EUR | GER | NED | HUN | FRA | GBR | BRA | RSA | Pts. |

| Color     | Resultado                                                               |
| --------- | ----------------------------------------------------------------------- |
| Oro       | Ganador                                                                 |
| Plata     | 2.ª plaza                                                               |
| Bronce    | 3.ª plaza                                                               |
| Verde     | Finalizó en los puntos                                                  |
| Azul      | Finalizó sin puntos                                                     |
| Azul      | NC - No clasificado                                                     |
| Violeta   | Ret - No terminó (Carrera)                                              |
| Rojo      | DNQ - No se clasificó                                                   |
| Negro     | DSQ - Descalificado                                                     |
| Blanco    | DNS - No empezó (carrera)                                               |
| Blanco    | WD - Retirado (fin de semana)                                           |
| Blanco    | C - Carrera cancelada                                                   |
| Sin color | DNP - Inscrito pero no participó                                        |
| Sin color | INJ - Lesionado                                                         |
| Sin color | EX - Excluido                                                           |
| Estado    | Resultado                                                               |
| Negrita   | Pole position                                                           |
| Cursiva   | Vuelta rápida                                                           |
| †         | Abandona, pero clasifica al completar el porcentaje requerido para ello |

### Clasificación 250cc[8][9]
| Pos. | Piloto                    | N.º | Constructor                  | Pts. | Victorias |
| ---- | ------------------------- | --- | ---------------------------- | ---- | --------- |
| 1    | Luca Cadalora             | 1   | Honda                        | 203  | 7         |
| 2    | Loris Reggiani            | 6   | Aprilia                      | 159  | 2         |
| 3    | Pierfrancesco Chili       | 7   | Aprilia                      | 119  | 3         |
| 4    | Helmut Bradl              | 2   | Honda                        | 89   | 0         |
| 5    | Max Biaggi                |     | Aprilia                      | 78   | 1         |
| 6    | Alberto Puig              |     | Aprilia                      | 71   | 0         |
| 7    | Jochen Schmid             | 8   | Yamaha                       | 58   | 0         |
| 8    | Carlos Cardús             | 3   | Honda                        | 48   | 0         |
| 9    | Masahiro Shimizu          | 5   | Honda                        | 46   | 0         |
| 10   | Doriano Romboni           |     | Honda                        | 43   | 0         |
| 11   | Wilco Zeelenberg          | 4   | Lucky Strike Suzuki 250      | 38   | 0         |
| 12   | Loris Capirossi           | 6   | NSR250                       | 27   | 0         |
| 13   | Tadayuki Okada            | 51  | Team HRC                     | 15   | 0         |
| 14   | Nobuatsu Aoki             | 53  | Cup Noodle Honda NSR250      | 12   | 0         |
| 15   | Herri Torrontegui         | 28  | Lucky Strike Suzuki 250      | 11   | 0         |
| 16   | Andy Preining             | 11  | Team Preining-Aprilia RSV250 | 6    |           |
| 17   | Jean-Philippe Ruggia      |     |                              | 6    |           |
| 18   | Nobuyuki Wakai            |     |                              | 4    |           |
| 19   | Carlos Lavado             |     |                              | 4    |           |
| 20   | Kyoji Nanba               |     |                              | 3    |           |
| 21   | Paolo Casoli              |     |                              | 3    |           |
| 22   | Bernard Haenggeli         |     |                              | 2    |           |
| 22   | Stefan Prein              |     |                              | 2    |           |
| 22   | Patrick van den Goorbergh |     |                              | 2    |           |
| 25   | Jurgen van den Goorbergh  |     |                              | 2    |           |
| 26   | Bernd Kassner             |     |                              | 1    |           |
| 26   | Jean Pierre Jeandat       |     |                              | 1    |           |

### Clasificación 125cc[10][11]
| Pos. | Piloto               | N.º | Moto    | Pts. | Victorias |
| ---- | -------------------- | --- | ------- | ---- | --------- |
| 1    | Alessandro Gramigni  | 39  | Aprilia | 134  | 2         |
| 2    | Fausto Gresini       | 2   | Honda   | 118  | 1         |
| 3    | Ralf Waldmann        | 3   | Honda   | 112  | 3         |
| 4    | Ezio Gianola         | 16  | Honda   | 105  | 4         |
| 5    | Bruno Casanova       | 15  | Aprilia | 96   | 1         |
| 6    | Dirk Raudies         | 8   | Honda   | 91   | 1         |
| 7    | Jorge Martínez Aspar | 6   | Honda   | 83   | 1         |
| 8    | Gabriele Debbia      | 4   | Honda   | 58   | 0         |
| 9    | Noboru Ueda          | 5   | Honda   | 57   | 0         |
| 10   | Nobuyuki Wakai       | 10  | Honda   | 52   | 0         |
| 11   | Kazuto Sakata        |     |         | 42   |           |
| 12   | Carlos Giró          |     |         | 39   |           |
| 13   | Hans Spaan           |     |         | 12   |           |
| 14   | Peter Öttl           |     |         | 10   |           |
| 15   | Oliver Petrucciani   |     |         | 9    |           |
| 16   | Oliver Koch          |     |         | 9    |           |
| 17   | Akira Saito          |     |         | 8    |           |
| 18   | Masao Shimizu        |     |         | 5    |           |
| 19   | Kinya Wada           |     |         | 5    |           |
| 20   | Norihiko Fujiwara    |     |         | 4    |           |
| 21   | Stefan Kurfiss       |     |         | 3    |           |
| 22   | Heinz Lüthi          |     |         | 1    |           |

## Participantes

### Parricipantes en la categoría de 500cc
| Equipo                              | Constructor   | Número | Piloto               | Rondas          |
| ----------------------------------- | ------------- | ------ | -------------------- | --------------- |
| Marlboro Team Roberts               | Yamaha        | 1      | Wayne Rainey         | 1-7, 9-13       |
| Marlboro Team Roberts               | Yamaha        | 4      | John Kocinski        | 1-2, 4-13       |
| Rothmans Honda Team                 | Honda         | 2      | Mick Doohan          | 1–7, 12-13      |
| Rothmans Kanemoto Honda             | Honda         | 5      | Wayne Gardner        | 1, 5, 7, 9-13   |
| Rothmans Kanemoto Honda             | Honda         | 58     | Daryl Beattie        | 2-3             |
| Ducados Yamaha Team                 | Yamaha        | 6      | Juan Garriga         | Todas           |
| Cagiva Team Agostini                | Cagiva        | 7      | Eddie Lawson         | Todas           |
| Cagiva Team Agostini                | Cagiva        | 12     | Alex Barros          | 1-9, 12-13      |
| Global Motorsports/Budweiser Racing | Yamaha        | 8      | Randy Mamola         | Todas           |
| Lucky Strike Suzuki                 | Suzuki        | 10     | Doug Chandler        | Todas           |
| Lucky Strike Suzuki                 | Suzuki        | 34     | Kevin Schwantz       | 1-2, 4-13       |
| Millar Racing                       | ROC-Yamaha    | 11     | Eddy Laycock         | Todas           |
| Banco ROC                           | ROC-Yamaha    | 14     | Dominique Sarron     | 2, 4-13         |
| HEK Racing Team                     | Harris-Yamaha | 15     | Cees Doorakkers      | 2-13            |
| Librenti Corse                      | Librenti      | 16     | Marco Papa           | 2-8, 10-13      |
| Yamaha France                       | Yamaha        | 17     | Miguel Duhamel       | Todas           |
| Yamaha France                       | Yamaha        | 19     | Niall Mackenzie      | Todas           |
| Yamaha France                       | Yamaha        | 65     | Bernhard Garcia      |                 |
| Rallye-Sport Racing Team            | Harris-Yamaha | 18     | Michael Rudroff      | Todas           |
| Team Valvoline/WCM                  | ROC-Yamaha    | 21     | Peter Goddard        | 1-4, 6-7, 11-13 |
| Team Valvoline/WCM                  | ROC-Yamaha    | 40     | Andrew Stroud        | 9-10            |
| Padgett's Racing Team               | Harris-Yamaha | 22     | Simon Buckmaster     | 2-8, 12-13      |
| Padgett's Racing Team               | Harris-Yamaha | 61     | Jamie Whitham        | 10-11           |
| Padgett's Racing Team               | Harris-Yamaha | 63     | Terry Rymer          | 11              |
| Uvex Racing Team                    | ROC-Yamaha    | 23     | Nicholas Schmassmann | 2-13            |
| Uvex Racing Team                    | ROC-Yamaha    | 25     | Josef Doppler        | 2-13            |
| Paton                               | Paton         | 24     | Lucio Pedercini      | 2, 4-9, 11-12   |
| MBM Racing                          | Harris-Yamaha | 26     | Kevin Mitchell       | 2-13            |
| MBM Racing                          | Harris-Yamaha | 62     | Carl Fogarty         | 11              |
| Team ROC                            | ROC-Yamaha    | 27     | Serge David          | 2-13            |
| Team ROC                            | ROC-Yamaha    | 32     | Toshiyuki Arakaki    | 2-13            |
| Campsa Honda Team                   | Honda         | 28     | Alex Criville        | Todas           |
| VRP Racing Team                     | VRP           | 29     | Andreas Leuthe       | 4, 8-9, 11-13   |
| Peter Graves Racing                 | Harris-Yamaha | 30     | Peter Graves         | 2-5, 7-13       |
| Team HRC                            | Honda         | 53     | Shin'ichi Itoh       | 1               |
| Team HRC                            | Honda         | 58     | Daryl Beattie        | 1               |
| S.R.T                               | Suzuki        | 55     | Keiji Ohishi         | 1               |